# Vitryggig musfågel
Vitryggig musfågel (Colius colius) är en fågel i familjen musfåglar inom ordningen musfåglar.

## Utseende och läte
Musfåglar är en unik grupp fåglar, smala, grå eller bruna med mjuka, hårliknande fjädrar och mycket långa smala stjärtar. Alla arter har kraftiga klor som är motstående så att de mycket akrobatiskt kan hänga uppochner i grenar för att komma åt sin föda. De har alla en tofs på huvudet och kraftiga näbbar.
Vitryggig musfågel är mestadels gråaktig med beigefärgad buk. Näbben är silvergrå med svart spets. På ryggen syns en arttypisk vit fläck som kantas av två mörka strimmor. Den melankoliska sången har i engelsk litteratur återgetts "cheee-wee-wee-wiit”. Även en tydlig serie med sträva och klickande ljud kan höras.

## Utbredning och systematik
Fågeln förekommer på torr savann i Namibia, Botswana och Sydafrika. Den delas in i två underarter med följande utbredning:
- Colius colius damarensis – Namibia och södra Botswana söderut till norra Sydafrika (nordvästra Norra Kapprovinsen
- Colius colius colius – Sydafrika från Västra Kapprovinsen österut till Östra Kapprovinsen och Fristatsprovinsen, vorrut till Gauteng

## Levnadssätt
Vitryggig musfågel föredrar torrare områden och bebor kustnära buskmarker, jordbruksbygd och halvöken. Arten är liksom alla musfåglar social och ses vanligen i smågrupper. Den häckar även kooperativt, så att ungfåglar från föregående år stannar med föräldrarna och hjälper till med att både skydda och mata ungarna.

## Status och hot
Arten har ett stort utbredningsområde och tros öka i antal. Internationella naturvårdsunionen IUCN listar den därför som livskraftig (LC).